# ルル (風邪薬)
ルル（Lulu）は、第一三共ヘルスケアの風邪薬を中心とした風邪関連製品のブランドネームである。同社の登録商標（第590192号ほか）である。

## 概要
「ルル」は昭和26年（1951年）に三共から発売された。「嵐が静まる」という意味の英語のLullが名前の由来となっている。ルル以前に日本国内で一般的だったかぜ薬はアスピリンやサルファ剤が主成分だったが、ルルはアメリカで効果を上げていた抗ヒスタミン剤のなかで眠気やだるさなどの副作用が出にくいトンジルアジンを主剤とし、解熱鎮痛剤としてアスピリン、フェナセチン、カフェインの3成分を加えるAPC処方を導入した、従来にないかぜ薬として売り上げを伸ばした。
日本国内で発売されている風邪薬の中では歴史が古く、1951年2月に発売された「ルル」から数えて、2020年時点で70年目を迎えている。当初は単に「ルル」と発売されていたが、その後、風邪薬の処方強化やバリエーションを増やし続けており、現在は風邪薬にとどまらず、鎮咳去痰薬・口腔内消炎薬・点鼻薬も発売されているほか、コンビニエンスストア等に向けた指定医薬部外品（うがい薬、のど清涼剤、ビタミン含有ドリンク剤）も発売されている。
当初は三共が発売するブランドだったが、2006年4月に第一製薬と統合したことで「ペラック」を扱うようになり、さらに2007年4月にゼファーマを吸収合併したことで、旧山之内製薬の「カコナール」と旧藤沢薬品工業の「プレコール」も加わったことで当社の風邪薬ブランドは「ルル」を含め4ブランドとなった。それぞれのブランドで特徴が異なり、棲み分けがされていることもあり、2023年時点でも4ブランド全て併売されている。2023年8月時点で22品目（販売店限定品・配置用製品を除く）が発売されており、当社が扱う風邪薬ブランドの中でも品目数が多く取り揃えられている。

## 製品

### かぜ薬関連
- 総合かぜ薬
  - 新ルル-A錠s【指定第2類医薬品】 - 錠剤（糖衣錠）タイプ。2015年12月に「ルルA」シリーズのロングセラー品である「新ルル-A錠」をリニューアル。包装容量を従来の60錠・110錠・180錠から50錠・100錠・150錠にそれぞれ減容してメーカー希望小売価格を値下げするとともに、「新ルル-A錠」で配合されていたリゾチーム塩酸塩を省く代わりに、ノスカピンの含有量をOTC医薬品として配合できる最大量に増量（36mg/9錠→48mg/9錠）した。2018年2月に用法・用量が改訂され、服用年齢が従来の6歳以上から12歳以上に引き上げられた。2024年3月からは原材料や資材価格などにおける価格の高騰を理由に、希望小売価格を据え置いたままで容量が10%減容（50錠→45錠、100錠→90錠、150錠→135錠）された（容量ごとに順次自然切替）[3]。
  - 新ルルAゴールドs【指定第2類医薬品】 - 2015年7月発売。「新ルル-A錠s」の処方をベースに、去痰成分をグアヤコールスルホン酸カリウムからブロムヘキシン塩酸塩に代え、副交感神経遮断成分のベラドンナ総アルカロイドを追加した錠剤（糖衣錠）タイプ。従来発売されていた「新ルルAゴールド」の処方を変更（リゾチーム塩酸塩に替え、ブロムヘキシン塩酸塩を配合）したリニューアル品である。「新ルル-A錠s」同様に2018年2月に用法・用量が改訂され、服用年齢が従来の7歳以上から12歳以上に引き上げられた。
  - 新ルルAゴールドDXα【指定第2類医薬品】 - 2021年8月発売。「新ルルAゴールドDX」の処方をベースに、鎮咳成分のジヒドロコデインリン酸塩をデキストロメトルファン臭化水素酸塩水和物に変えたことで服用年齢を7歳以上に引き下げた製品。なお、「新ルルAゴールドDX」から継続してラインナップされていたPTP包装の45錠が2023年12月をもって製造を終了したため、瓶包装（30錠・60錠・90錠）のみのラインナップとなる。
  - ルルアタックEX【指定第2類医薬品】 - 2009年8月発売。錠剤タイプ（2種類の抗炎症成分(トラネキサム酸・イブプロフェン)が配合されたのど風邪用の青いパッケージ）。アルミPTP包装採用。「ルルA」シリーズとは異なり、製剤工夫により1回2錠の服用としている。2019年8月にパッケージデザインが変更された。（製造販売元：滋賀県製薬）
  - ルルアタックEXプレミアム【指定第2類医薬品】 - 2022年8月発売。「ルルアタックEX」の処方をベースに、イブプロフェンを600mg（9錠中）に増量するとともに早く溶けやすくする「スピードアタック製法」が採用され、ビタミンB1を硝酸塩のチアミン硝化物から誘導体のベンフォチアミンに変更。また、クレマスチンフマル酸塩・ブロムヘキシン塩酸を省く代わりに、d-クロルフェニラミンマレイン酸塩と無水カフェインが配合された。なお、服用量は1回3錠となる。
  - ルルアタックNX【指定第2類医薬品】 - 2015年8月発売。PTP包装の錠剤タイプ（鼻汁分泌抑制成分(ベラドンナ総アルカロイド)・抗ヒスタミン成分(クレマスチンフマル酸塩)・解熱鎮痛成分(イブプロフェン)が配合された鼻かぜ用の緑のパッケージ）。「ルルアタックEX」同様、1回2錠の服用としている。2019年4月にパッケージデザインが変更された。2022年8月に発売当初から設定されていた18錠の製造を終了したことで、12錠と24錠の2包装となった。
  - ルルアタックNXプレミアム【指定第2類医薬品】 - 2022年8月発売。「ルルアタックNX」の処方をベースに、ベラドンナ総アルカロイド・クレマスチンフマル酸塩・ブロムヘキシン塩酸塩・ベンフォチアミン（ビタミンB1誘導体）を省く代わりに、トラネキサム酸・ヨウ化イソプロパミド・d-クロルフェニラミンマレイン酸塩・ヘスペリジン（ビタミンP）が配合され、イブプロフェンを早く溶けやすくする「スピードアタック製法」を採用した。（製造販売元:佐藤薬品工業）
  - ルルアタックCX【指定第2類医薬品】 - 2020年8月発売。PTP包装の錠剤タイプ（去痰成分(L-カルボシステイン)・2種類の鎮咳成分(ジヒドロコデインリン酸塩・ノスカピン)・気管支拡張成分(dl-メチルエフェドリン塩酸塩)が配合されたせき風邪用の紫のパッケージ）。「ルルアタックEX」や「ルルアタックNX」同様、1回2錠の服用としている。2022年8月に発売当初から設定されていた18錠の製造を終了したことで、12錠と24錠の2包装となった。
  - ルルアタックCXプレミアム【指定第2類医薬品】 - 2022年8月発売。「ルルアタックCX」の処方をベースに、イブプロフェンを600mg（9錠中）に増量するとともに早く溶けやすくする「スピードアタック製法」が採用され、d-クロルフェニラミンマレイン酸塩をクロルフェニラミンマレイン酸塩に差し替えた。なお、「ルルアタックEXプレミアム」同様、服用量は1回3錠となる。
  - ルルアタックFXa【指定第2類医薬品】 - 2017年8月発売。PTP包装の錠剤タイプ（2種類の解熱鎮痛成分と生薬成分が配合された熱風邪用の赤いパッケージ）。従来の「ルルアタックFX」の処方をベースに、アセトアミノフェンと無水カフェインの分量を減らし（アセトアミノフェン:900mg/9錠 → 450mg/6錠、無水カフェイン:90mg/9錠 → 75mg/6錠）、麻黄エキス・ケイヒ末・カンゾウエキス・デキストロメトルファン臭化水素酸塩水和物・グアイフェネシン・ニンジン軟エキス・ベンフォチアミンをイソプロピルアンチピリン（ピリン系）・グリチルリチン酸・チペピジンヒベンズ酸塩・ノスカピン・dl-メチルエフェドリン塩酸塩・アスコルビン酸（ビタミンC）に差し替えた。また、用量も変更し、成人（15歳以上）は1回3錠から1回2錠に、11歳以上15歳未満は1回2錠から1回1錠（7歳以上11歳未満の場合と同量）に減らした。2019年7月にパッケージデザインが変更された。2022年8月に発売当初から設定されていた18錠の製造を終了したことで、12錠と24錠の2包装となった。（製造販売元：滋賀県製薬）
- 口腔・咽喉薬
  - ルルのどスプレー【第3類医薬品】 - 2012年8月発売。ジェルタイプののどスプレー。（製造販売元：東興薬品工業）
- 鎮咳去痰薬
  - ルルメディカルドロップ【指定第2類医薬品】 - 2012年8月発売。ドロップタイプ。フレーバーはグレープ味（ルルメディカルドロップG）、はちみつレモン味（ルルメディカルドロップH）、オレンジ味（ルルメディカルドロップO）の3種類。（製造販売元：高市製薬）
- うがい薬
  - ルルうがい薬a【指定医薬部外品】 - ミニボトル入り。2015年9月に添加物の一部変更（アルコールと香料をハアセチルしょ糖とエタノールに変更）と希望小売価格を値下げ（本体価格:476円→473円）するリニューアルを行い、「ルルうがい薬（販売名：ガラガンうがいぐすり）」から商品名を改名。東亜薬品から製造を引き継ぎ自社製造となった。
- のど清涼剤
  - ルルのど飴DX グレープ味（販売名：ルルのど飴DXG）【指定医薬部外品】 - 2010年9月発売。ドロップタイプ。「ルルのど飴」の処方強化版である「ルルのど飴DX」のフレーバー追加は初で、グレープ味は「ルルのど飴」の発売当初からラインナップされていたフレーバーである（製造販売元：浅田飴）。
  - 新ルルエーストローチs【指定医薬部外品】 - 2024年10月発売。トローチタイプ。従来の「ルルトローチ」をベースに、殺菌成分をデカリニウム塩化物からセチルピリジニウム塩化物水和物に差し替え、カンゾウ抽出物を省く代わりにキキョウエキスを3倍に増量（50mg→150mg）したもの。（製造販売元：日新薬品工業）
- ビタミン含有保健剤
  - ルル滋養内服液ゴールド（販売名：三共滋養内服液G）【指定医薬部外品】 - ドリンクタイプ。（製造販売元：田村薬品工業）
  - ルル滋養液（販売名：DS滋養液）【指定医薬部外品】 - 2017年8月発売。ドリンクタイプ。有効成分・添加物は「ルル滋養内服液」と同じで、主に薬局やドラッグストア等に向けた製品。（製造販売元：田村薬品工業）
  - ルル滋養液DX（販売名：三共滋養液G）【指定医薬部外品】 - 2017年8月発売。ドリンクタイプ。有効成分・添加物は「ルル滋養内服液ゴールド」と同じで、主に薬局やドラッグストアなどに向けた製品。（製造販売元：田村薬品工業）

### 点鼻薬
- 新ルル点鼻薬【第2類医薬品】 - 1992年発売。ボトルの胴部を押すスプレー式。

### 販売店限定品
- ルルアタックIBエース【指定第2類医薬品】 - 2017年9月発売。既存の「ルルアタックIB」をベースに、クレマスチンフマル酸塩をヨウ化イソプロパミドとd-クロルフェニラミンマレイン酸塩に差し替え、抗炎症成分のトラネキサム酸と3種類のビタミン（ベンフォチアミン(ビタミンB1誘導体)、リボフラビン(ビタミンB2)、ヘスペリジン）を追加配合し、1回量を2錠とした錠剤タイプ。服用年齢は15歳以上。2022年春にシルバー基調のパッケージデザインに変更された。マツキヨココカラ&カンパニー専売製品（発売当初はマツモトキヨシグループ専売製品だったが、2020年秋よりココカラファイン(現:ココカラファイングループ)でも取扱を開始している）[4]。
- ルルゴールド細粒【指定第2類医薬品】 - ツルハグループ専売製品で、同社のプライベートブランドである「くらしリズムMEDICAL」の表記もされている。
- ルルスプラッシュ【第3類医薬品】 - ジェルタイプののどスプレー。一部販売店限定。（製造販売元：東興薬品工業）

### 配置用製品
- 新ルルエース【第2類医薬品】 - 錠剤（糖衣錠）タイプの風邪薬。
- ルルカゼブロックα【指定第2類医薬品】 - 錠剤（フィルムコーティング）タイプのかぜ薬。「ルルカゼブロックIB」の処方をベースに、クレマスチンフマル酸塩をクロルフェニラミンマレイン酸塩に差し替え、ブロムヘキシン塩酸塩を省き、ジヒドロコデインリン酸塩の含有量を増やし（22mg/3錠 → 24mg/3錠）、リボフラビン（ビタミンB2）が配合された（製造販売元：佐藤薬品工業）
- 新ルルエースのどスプレーa【第3類医薬品】 - スプレータイプの口腔咽喉薬（ポビドンヨード製剤）。2018年に「新ルルエースのどスプレー」がリニューアルされ、一部の添加物（プロピレングリコールをpH調整剤に差し替え）と容器形状が変更された（製造販売元：ジャパンメディック）。
- 新ルルエーストローチ【指定医薬部外品】 - トローチタイプの口腔咽喉薬。

### 過去に発売された製品
- ルル（1951年2月発売）
- 強力ルル（1956年10月発売）
- ルルシロップ（1957年発売）
- ルル点鼻薬（1959年発売）
- 強力ルルエース（1960年11月発売）
- ルル内服液（1961年発売）
- ルルドロップ（1962年発売）
- ルルエースシロップ（1962年発売）
- ルルエースカプセル（1962年発売）
- ルルうがい薬（1962年発売） - 現在発売されている「ルルうがい薬」とは異なる製品。
- ルルAB錠（1963年発売）
- ルルせき止め内服液（1963年発売）
- ルルせき止め錠（1964年発売）
- 強力ルルゴールド（1964年10月発売）
- ルル注射液（1964年発売）
- 強力ルル内服液（1964年発売）
- ルルゴールドカプセル（1965年発売）
- ルルスプレー（1966年発売）
- ルルソフトシロップ（1966年発売）
- ルルベビーシロップ（1966年発売）
- ルルゴールドS（1966年10月発売）
- ルルベビー顆粒（1966年発売）
- ルルトローチ（1968年発売） - 現在発売されている「ルルトローチ」とは異なる製品。
- ルル鼻炎カプセル（1968年発売）
- ルル解熱剤（1969年発売）
- 新ルルシロップ（小児用）（1971年発売）
- 新ルルゴールドカプセル（1972年発売）
- 新ルルゴールド顆粒（1972年発売）
- 新ルルゴールド錠（1972年9月発売）
- ルルマイルド（1973年発売） - 抗ヒスタミン剤ぬき（=無配合）とした風邪薬。
- 新ルルゴールドSカプセル（1973年発売）
- 新ルルゴールド-S錠（1974年9月発売）
- 新ルルゴールド-Aカプセル（1977年発売）
- 新ルルゴールド-A顆粒（1977年発売）
- 新ルルゴールド-A錠（1977年8月発売） - 現行の「新ルルA」シリーズへと続く源流となる製品。
- ルル-K錠（1979年10月発売） - 「新ルル-K錠」へ継承
- ルル-K顆粒（1980年発売）
- 新ルル-Aシロップ（小児用）（1980年発売）
- 新ルルエースA（1983年8月発売）
- 新ルルエースAカプセル（1983年発売）
- 小児用新ルルAシロップ（1983年発売）
- 新ルルAカプセル（1986年発売）
- 新ルルA錠（1986年6月発売） - 現行の「新ルル-A錠s」に通じるデザインとなる。
- ルル鼻炎ソフトカプセル（1987年発売）
- ルルAシロップ小児用（1989年発売）
- ルルかぜ内服液（葛根湯エキス製剤）【第2類医薬品】（1992年6月発売） - 葛根湯が主成分の液体タイプ。統合後も継続発売されていたが、旧ゼファーマ（旧山之内製薬）から継承された「カコナール」へ統合のため、2023年7月製造終了（製造販売元：田村薬品工業）
- 新ルルA顆粒（1993年発売）
- ルル内服液「鼻炎用」（1994年発売）
- 新ルル-K錠【指定第2類医薬品】（1995年6月発売） - 錠剤タイプ。「ルルアタックFXa」へ統合のため、2017年8月製造終了。
- 新ルル-K細粒【指定第2類医薬品】（1995年6月発売） - 細粒（分包）タイプ。「ルルアタックFXa」へ統合のため、2017年8月製造終了。
- 新ルル-A錠【指定第2類医薬品】（1996年8月発売） - 抗ヒスタミン剤のクレマスチンフマル酸塩と抗炎症成分のリゾチーム塩酸塩を配合した錠剤（糖衣錠）タイプ。「新ルルAゴールド（現・新ルルAゴールドs）」が発売されるまでは、本製品が「ルル」の基盤製品だった。「新ルル-A錠s」の発売に伴い、2015年11月で製造終了。
- ルル内服液〈小青龍湯〉（2000年7月発売） - 「カコナール小青竜湯液」へ統合の為、2009年で販売終了
- ルル内服液〈麻黄湯〉（2000年7月発売）【第2類医薬品】 - 2025年1月製造終了。（製造販売元：田村薬品工業）
- 新ルルAゴールド【指定第2類医薬品】（2001年9月発売） - 「新ルル-A錠」からグアヤコールスルホン酸カリウムを省き、リゾチーム塩酸塩とノスカピンを増量し、ベラドンナ総アルカロイドを配合した錠剤（糖衣錠）タイプ。処方変更品である「新ルルAゴールドs」へ継承のため、2015年9月で製造終了。
- ルルせき止めゼリー（2002年8月発売）（製造販売元：大蔵製薬）
- ルルせき止めミニカプセル【指定第2類医薬品】（2004年9月発売） - ソフトカプセルタイプの鎮咳去痰薬。商号変更後も販売を継続していたが、ラインナップの整理に伴い、2017年8月製造終了（製造販売元：東亜薬品）
- ルル鼻炎ミニカプセル【指定第2類医薬品】（2004年9月発売） - ソフトカプセルタイプの鼻炎用内服薬。商号変更後も販売を継続していたが、ラインナップの整理に伴い、2013年10月製造終了（製造販売元：東亜薬品）
- 新ルルAゴールドカプレット【指定第2類医薬品】（2005年8月発売） - 商号変更後も販売を継続していたが、ラインナップの整理に伴い、2013年9月で販売終了（製造販売元：京都薬品工業）
- ルルこどもシロップ（2005年発売） - 「カコナールこどもかぜシロップ」へ統合の為販売終了
- ルルのど飴C（2006年発売）【医薬部外品】
- ルルアタックIB【指定第2類医薬品】（2006年8月発売） - 錠剤（フィルムコーティング錠）タイプ。PTP包装と瓶入りの2タイプがあった。「ルルアタックEX」へ継承のため、2013年9月をもって一般製品としての販売を終了。マツモトキヨシグループ専売製品となり、パッケージを変更して瓶入りのみの設定となった。なお、三共と第一製薬が統合された時から「ルルアタックIB」と同一処方で内容量や包装が異なる「ペラックコールド3」が2019年9月まで発売されていた。発売当初から大洋薬品工業（後のテバ製薬→武田テバファーマ）に製造を委託していたが、2016年7月から自社製造に切り替えた。「ルルアタックIBエース」へ移行のため終売。
- 新ルルAゴールド細粒【指定第2類医薬品】（2007年10月発売） - 「新ルルAゴールドDX細粒」へ継承
- ルルアタックEX顆粒【指定第2類医薬品】（2009年8月発売） - 「ルルアタックEX」の顆粒（分包）タイプ。6包は2021年7月、12包は2022年8月に順次製造を終了した。（製造販売元：滋賀県製薬）
- ルル滋養内服液ローヤル（販売名:DS滋養内服液X1）【指定医薬部外品】（2010年10月発売） - ドリンクタイプのビタミン含有保健薬。2023年12月製造終了。（製造販売元：田村薬品工業）
- 新ルルAゴールドDX【指定第2類医薬品】（2011年8月発売） - 「新ルルAゴールドs」の処方をベースに、鎮咳成分のノスカピンを省く代わりに抗炎症成分のトラネキサム酸を配合した錠剤（糖衣錠）タイプ。2017年8月にPTPシートタイプの45錠入りを追加発売した。2019年3月に用法・用量が改訂され、服用年齢が従来の7歳以上から12歳以上に引き上げられた。ノンコデイン処方の「新ルルAゴールドDXα」へ移行のため、2022年6月製造終了。
- 新ルルAゴールドDX細粒【指定第2類医薬品】（2011年8月発売） - 「新ルルAゴールドDX」の細粒（分包）タイプ。2021年11月製造終了。
- ルルアタックFX【指定第2類医薬品】（2013年8月発売） - 錠剤（フィルムコーティング錠）タイプ。PTP包装採用。処方改良品である「ルルアタックFXa」へ継承のため、2017年8月製造終了。
- ルルアタックTR【指定第2類医薬品】（2018年8月発売） - 「ルル」シリーズで初の1日2回服用としたカプセルタイプ。製品名にある"TR"とは、製剤技術である「Time-Releaseテクノロジー」からとったもの。2023年3月製造終了。
- ルルカゼブロックIB【指定第2類医薬品】 - 錠剤（フィルムコーティング錠）タイプの風邪薬。「ルルアタックIB」の配置用仕様で、成分・分量・添加物は「ルルアタックIB」と同一。発売当初はテバ製薬に製造を委託していたが、「ルルアタックIB」同様、2016年7月から自社製造に切り替えた。「ルルカゼブロックα」へ移行のため終売。
- ルル点鼻スプレー【第2類医薬品】 - ノズル部分を押す定量噴霧式ジェルタイプ。5種類の有効成分を配合。商号変更も販売を継続していたが、ラインナップの整理に伴い、2014年9月製造終了（製造販売元：東興薬品工業）
- ルル滋養内服液（販売名：三共滋養内服液）【指定医薬部外品】 - ドリンクタイプ。2015年9月にパッケージを変更し、希望小売価格を値下げ（本体価格:380円→363円）するリニューアルを行った。「ルル滋養液」へ統合のため、2023年9月製造終了。（製造販売元：田村薬品工業）
- ルル滋養内服液ミントプラス【指定医薬部外品】（2007年10月発売）（製造販売元：田村薬品工業）
- ルルのど飴 グレープ味（医薬部外品）
- ルルのど飴DX レモン味【指定医薬部外品】（製造販売元：浅田飴）
- ルルトローチ（販売名:ノドワントローチ）【指定医薬部外品】 - フルーツミント味のトローチタイプ。2023年9月製造終了。（製造販売元：田村薬品工業）
- ルルのど飴 はちみつキンカン味【指定医薬部外品】（2008年9月発売）（製造販売元：浅田飴）
- ルルのど飴 はちみつレモン味（販売名:ルルのど飴HL）【指定医薬部外品】（2010年9月発売）（製造販売元：浅田飴）
- ルルのど飴 オレンジ味（販売名:ルルのど飴OR）【指定医薬部外品】（2014年9月発売） - 2022年3月製造終了（製造販売元：浅田飴）
- ルル滋養錠【指定医薬部外品】（2020年9月発売） - 錠剤タイプのビタミン含有保健剤。1回分（3錠）ずつ包装されたアルミ袋仕様となっている。2022年3月製造終了（製造販売元：ダイト）。

## 広告宣伝
「くしゃみ3回、ルル3錠」のキャッチコピーが作られたのは1955年（昭和30年）である。それ以前には「セキにブロコデ、カゼにルル」「今年のカゼにはルル三錠」などの広告を出していた。1965年（昭和40年）の時点で18歳以上の男女を対象にした全国主要都市での調査によれば、「くしゃみ3回」に続く言葉として「ルル」と正答した人が80%以上にのぼるほど日本国内では知名度が高いキャッチコピーとなっていた。
テレビCMは1957年（昭和32年）、民放テレビ局の開局が始まった時から放映されている。当初のCMは、伴久美子がCMソングを口ずさみながら歩く120秒の長尺のものであった。その後もCMソングは継続されており、ルルのTVCMは歴代のイメージキャラクターを「ルル娘」と呼ぶほど女性の起用が通例であるが、派生シリーズの「ルルアタック」では男性が起用されたことがあった。そして2009年、本家である「新ルルA」シリーズにプロゴルファー・石川遼が第20代目のイメージキャラクターとなり、「ルルアタック」ブランドを除く「ルル」のCMに初めて男性を起用。反対に、「ルルアタック」シリーズは「ルルアタックEX」の発売に伴い、女優の天海祐希をイメージキャラクターに起用した。2015年に「新ルルA」シリーズのイメージキャラクターが女優の有村架純に交代となり、6年ぶりに「ルル娘」が復活することとなり、2018年には「ルルアタック」シリーズのイメージキャラクターが9年ぶりに交代となり、嵐の松本潤が起用された。
CMソング「ルルの歌」は三木鶏郎作詞・作曲。三共の一社提供番組『日真名氏飛び出す』（ラジオ東京テレビ（現・TBSテレビ））などで多くの人たちに広く認知された。ザ・ピーナッツのバージョンはアルバム『ザ・ピーナッツ メモリーズBOX』に収録されている。歌詞のオリジナルは「くしゃみ3回、ルル3錠」だが、後に「くしゃみ3回 - 」の歌詞の部分を「日本のかぜにはルルが効く」や「熱・かぜ・のどにルルが効く」に差し替えて使用されていた。その後2009年、プロゴルファー・石川遼がイメージキャラクターに起用されてからは「家族みんなにルルが効く」に変更された。「くしゃみ3回ルルが効く」「ひいたらすぐにルルが効く」「風邪ひきさんお飲みなさい忙しい人お飲みなさい」のCMも一時期放映した時代もあった。
2001年のWeb限定CMにて、たまがオリジナルCMソング「ルル星人」（持ち曲「月の光」の替え歌）を発表している。

## ルル歴代CMタレント

### ルル
- 1951年　渡辺典子（童謡歌手）
- 1955年　笹森礼子
- 1956年　河内桃子
- 1957年　伴久美子、高原駿雄
- 1960年　大空眞弓
- 1964年　いしだあゆみ
- 1966年　由美かおる
- 1968年　伊東ゆかり
- 1970年　佐良直美
- 1972年　山口いづみ
- 1973年　松坂慶子
- 1974年　早乙女愛
- 1975年　大竹しのぶ
- 1984年　三田寛子
- 1989年　富田靖子
- 1993年　石田ひかり
- 1997年　遠藤久美子
- 2002年　竹内結子
- 2004年　木村佳乃
- 2009年　石川遼
- 2015年　有村架純[13]

### ルルアタック
- 2006年　二宮清純
- 2007年　栗山英樹
- 2009年　天海祐希
- 2018年　松本潤[11]

## 海外での展開
2015年7月9日に台湾で医薬品や栄養保険食品の輸入・販売を行う中化裕民健康事業股份有限公司（Chunghwa Yuming Healthcare Co.,Ltd）と台湾における独占販売権を許諾する契約を締結したことを発表。発売65年目にして初の海外進出となった。
翌7月10日に、日本では配置用製品として発売されている「新ルルエース」を、パッケージの記載内容や添付文書を台湾向けに仕様変更して輸入医薬品の承認を取得したうえで現地名「欣樂樂愛思」として発売を開始した（台湾ではOTC医薬品(甲類)に分類される）。第一三共ヘルスケアが製品を輸出し、中化裕民健康事業股份有限公司が台湾における販売及びプロモーションを担当する。
なお同国のドラッグストアでは、既に大正製薬のパブロン（現地名大正百保能）、ホーユーのスズレックス（現地名斯斯）などが発売されている。